# 明方村立奥住小学校
明方村立奥住小学校 （みょうがたそんりつ おくすみしょうがっこう）は、かつて岐阜県郡上郡明方村（現・郡上市）に存在した公立小学校。

## 概要
- 現在の郡上市明宝寒水、明宝畑佐が校区の小学校であった。1973年、奥明方小学校、寒水小学校と統合。明方小学校（現・明宝小学校）の新設により廃校。
- 廃校後、校舎は1974年3月まで明方小学校奥住分教室として使用されたが、その後取り壊された。

## 沿革
- 1873年（明治6年） - 漆原村に漆原義校が開校。奥長尾村、口長尾村、漆原村、鎌辺村、坂本村、畑佐村、小川村の児童が通学する。小川村に小川分校を設置する。
- 1874年（明治7年） - 小川村が漆原義校から離脱し、小川分校が独立し、小川学校となる。
- 1875年（明治8年） - 奥長尾村。口長尾村、漆原村、鎌辺村、坂本村が合併し、奥住村が発足。
- 1886年（明治19年） - 奥住簡易科小学校に改称する。
- 1893年（明治26年）4月 - 奥住尋常小学校に改称する。
- 1896年（明治29年） - 畑佐村が奥住尋常小学校から離脱し、畑佐尋常小学校が開校。
- 1897年（明治30年）4月1日 - 大谷村、寒水村、気良村、小川村、奥住村畑佐村、二間手村 と合併し奥明方村が発足。
- 1905年（明治38年） - 農業補習学校を併設する。
- 1916年（大正5年）4月 - 奥明方第三尋常小学校に改称する。
- 1941年（昭和16年）4月1日 - 奥明方第三国民学校に改称する。
- 1947年（昭和22年）4月1日 - 奥明方村立奥住小学校に改称する。奥明方村立明方中学校奥住分校を併設。
- 1950年（昭和25年）4月 - 畑佐小学校を統合する。
- 1951年（昭和26年）3月 - 明方中学校奥住分校が廃校。
- 1970年（昭和45年）4月20日 - 奥明方村が明方村に改称する。同時に明方村立奥住小学校に改称する。
- 1973年（昭和48年）3月 - 統合により廃校。